# Аль-Амуди, Самия
Самия аль-Амуди (араб. ساميه العمودي‎, род. 1957, Джидда, Мекка) — акушерка-гинеколог из Саудовской Аравии, активистка здравоохранения и профессор. Она глава Центра передового опыта шейха Мохаммеда Хусейна Аль-Амуди в области рака молочной железы. Наиболее известна благодаря своей работе по повышению осведомленности о раке груди, которую начала после того, как сама получила этот диагноз. Она также первая женщина из Совета сотрудничества стран Персидского залива, вошедшая в правление Международного союза борьбы против рака.

## Биография
В 1981 году Аль-Амуди была среди первых врачей, окончивших медицинский колледж Университета короля Абдул-Азиза.
В апреле 2006 года у неё диагностировали рак молочной железы, из-за которого она прошла курс химиотерапии. Она была первой саудовской женщиной, публично написавшей о своём опыте болезни; она сделала это в серии статей в еженедельной колонке в газете Al Madinah, а также появлялась в ежедневном телешоу.
В марте 2007 года Кондолиза Райс из Государственного департамента США вручила ей первую Международную женскую премию за отвагу.
В 2010 году она заняла пятое место в списке Power 100, ежегодный список самых влиятельных арабов мира от Arabian Business. Позднее Аль-Амуди также заняла место в рейтинге Arabian Business «100 самых влиятельных арабских женщин года — здравоохранение и наука», заняв 37-е место в 2015 году и 66-е место в 2016 году.
С 2012 года, когда она завершила лечение от рака, она возглавляет Центр передового опыта в области рака молочной железы шейха Мохаммеда Хусейна Аль-Амуди, занимает пост научного председателя по раку молочной железы в Университете короля Абдул-Азиза, а также пропагандирует #GetFit от компании GE HealthCare.

## Работы
- Breast Cancer, Break the Silence, 2007[7].